# Verebélyi Imre
Verebélyi Imre (1944. július 21. - )  magyar jogász, jogtudós, az államigazgatási jog kíváló művelője.

## Kutatási területe
Főleg a helyi és központi igazgatás szervezéstani és közigazgatási jogi témaköreivel foglalkozik.

## Életpályája
Verebélyi Imre 1967-ben szerzett diplomát a budapesti Eötvös Loránd Tudományegyetem Állam- és Jogtudományi karán, summa cum laude minősítéssel. 
1966 és 1977 között az ELTE Állam- és Jogtudományi Kar Államigazgatási Jogi Tanszékének oktatója volt. Kezdetben gyakorlatokat vezetett, majd kutatási témáiban előadásokat tartott és évfolyamfelelős oktató lett. Egyetemi oktatóként segítette a diákkör tevkenységét. 1977-től megbízást kapott  a Tanácsakadémia Tanácsszervezési Kutatócsoportjának vezetésével. Emellett - másodállásban - az újonnan létrehozott Államigazgatási Főiskolán 1989-ig
államigazgatási jogot oktatott.
1966-tól tagja volt a Magyar Szocialista Munkáspártnak. 1989 májusától a Belügyminisztérium miniszterhelyettese; ebben a minőségében Nagy Imre újratemetésével kapcsolatban sajnálkozott, hogy a hatalmas tömeget "a párt halottai tiszteletére" nem az állampárt mozgatta meg, egyben szükségesnek tartotta, hogy az MSZMP hasonló nagyságú tömeget mutassson fel a rendszerváltó pártokkal szemben.
1990-ben az ELTE Állam- és Jogtudományi Karán címzetes egyetemi tanár lett. 1990-től az Antall-kormány Belügyminisztériumának közigazgatási államtitkárként megszervezte a köztisztviselők új alap- és szakvizsgarendszert  1994 és 1998 között az Országos Szakvizsgabizottság Társelnöke volt. 2000-ben habilitált és az Egyetemi Habilitációs Bizottságba is megválasztották. A köztársasági elnöktől  2004-ben kapott  egyetemi tanári kinevezést. Főállásban 2007-től oktat a győri Széchenyi István Egyetem Deák Ferenc Állam- és Jogtudományi Karán - itt előkészítette, és tantárgyfelelősként szervezte az európai és nemzetközi igazgatási mesterszak
(ENIGMA) megindítását. 2008-tól 2014-ig a Széchenyi István Egyetem Állam- és Jogtudományi Doktori Iskolájának alapító vezetője, törzstagja és két tantárgyban oktatója volt. (Ebben a minőségében   ösztönözte a jogtudományi témák mellettaz államtudományi témák oktatását és témakiírását). Ezt követően a Széchenyi István Egyetem professor emeritusaként a jogász doktoranduszok oktatójaként tevékenykedett.

## Díjai, elismerései
- Szemere Bertalan-érdemjel [6]

## Művei
- Verebélyi Imre: A helyi önkormányzat alapvonalai. Magyar Közigazgatás, 1991. XLI. évfolyam 9. szám
- Verebélyi Imre: A tanácsi önkormányzat. Közgazda- sági és Jogi Könyvkiadó, Budapest, 1987
- Verebélyi Imre: A magyar tanácsok önkormányzati fejlődésének ellentmondásai és ösztönző erői
- A tanácsigazgatás önkormányzati megújulása 1. (Szerk.: Verebélyi Imre) Budapest, ÁSZI, 1987
- Verebélyi Imre: Fejlesztési lehetőségek és irányok az állam- és jogtudományi  doktoranduszok tehetséggondozásában